# Ви мене чуєте?
«Ви мене чуєте?» (англ. Can You Hear Me?) — сьомий епізод дванадцятого сезону поновленого британського науково-фантастичного телесеріалу «Доктор Хто». Уперше його показали в ефірі телеканалу BBC One 9 лютого 2020 року. Авторами сценарію є Шарлін Джеймс та Кріс Чібнолл (шоуранер серіалу), а режисурою зайнялась Емма Салліван.
Епізод демонструє тринадцяте втілення іншопланетного мандрівника у часі на ім'я Доктор (у виконанні Джоді Віттакер) та її супутників, що подорожують з нею — Грема О'Браяна (грає Бредлі Велш), Раяна Сінклейра (грає Тосін Кол) та Ясмін Кхан (грає Мендіп Ґілл). За сюжетом герої зустрінуться зі своїми кошмарами та будуть протистояти безсмертним богам.

## Сюжет
Доктор повертає супутників у Шеффілд, а сама вирушає до Алеппо, Ассирія, 1380 рік. Там вона рятує Тахіру, останню пацієнтку, що живе в психіатричній лікарні від атаки чудовиська.
Тим часом супутники Доктора бачать моторошні видіння: Грем бачить жінку, яка благає про допомогу, тому що її хтось навічно поневолив; Яс сняться кошмари про чоловіка з татуюваннями в темному одязі; Раян бачить того самого чоловіка, який відриває пальці руки і поміщає їх у вуха друга Раяна, Тібо, після чого вони обоє зникають. Усі троє одночасно зв'язуються з Доктором.
Доктор використовує телепатичне обладнання TARDIS для визначення місця, показаного у видінні Грема. Цим місцем виявляється космічним приладом, що розміщений між двома планетами, запобігаючи їхньому зіткненню. Всередині приладу — невелика тюремна камера з джерелом живлення, захищеним квантовим флуктуаційним замком. Вони також знаходять сигнали, що надсилаються із Землі до в'язниці через від'єднані пальці Зелліна. Поки Доктор відмикає замок, інші досліджують корабель, проте їх захоплює чоловік у темному одязі. Тільки-но Доктор відкриває замок, чоловік зустрічає її та виявляє себе як безсмертний бог Зеллін та дякує за врятування своєї союзниці Ракаї — іншого безсмертного бога, яка й була заточена у в'язниці. Раніше двоє богів керували цивілізаціями двох планет, спричинили між ними війну та насолоджувалися хаосом, але пізніше народи зрозуміли, що не повинні слухатись богів, об'єднали сили і побудували в'язницю для Ракаї, де вона могла знаходитися вічно.
Зеллін і Ракая захоплюють Доктора і переміщуються на Землю, щоб покуштувати кошмари. Доктор звільняє себе та своїх союзників і дізнається, як маніпулювати пальцями Зелліна, щоб отримати доступ до в'язниці. Знаючи, що істота з Алеппо — це кошмар, придуманий розумом Тахіри та який не може їй нашкодити, Доктор виманює богів до Алеппо, а потім захоплює богів і істоту в тюрму навічно.
Після повернення Тахіри в її рідний час інші повертаються в сучасний Шеффілд. Раян обіцяє підтримувати зв'язок з Тібо. Яс дякує поліцейській, що відмовила її від думок про самогубство кілька років тому. Грем висловлює свої побоювання про повернення раку Доктореві. Раян розмовляє з Ясмін про вплив мандрівок з Доктором на їхнє особисте життя. Коли її супутники обговорюють своє майбутнє з Доктором, вона раптом оголошує, що збирається відвідати Мері Шеллі.

## Виробництво

### Написання сценарію
Сценарій до «Ви мене чуєте?» був написаний Шарлін Джеймс, разом з Крісом Чібноллом.

### Кастинг
Ієн Гелдер виконав роль Зелліна, який раніше вже з'являвся у рамках Хтосесвіту, він виконав роль Деккера у спін-офі «Доктора Хто», серіалі «Торчвуд: Діти Землі». Також він озвучував залишків у епізоді «Примарний пам'ятник». Для ролі Зелліна актор постригся налисо. В епізоді, а саме в сцені кошмару Грема повертається Грейс О'Браян у виконанні Шерон Д. Кларк.

### Знімання
Режисеркою четвертого виробничого блоку, що складається з епізодів «Ви мене чуєте?» та «Привиди вілли Діодаті» виступила Емма Салліван.

## Трансляція епізоду та відгуки

### Реліз
Епізод уперше показали 9 лютого 2020 року в ефірі британського телеканалу BBC One о 19:10 за тамтешнім часом (Лондон, UTC+0).

### Рейтинги
«Ви мене чуєте?» загалом переглянули 3,81 мільйони глядачів BBC One. Цей показник зробив його сьомою найчисленнішою за переглядами програмою того дня у Великій Британії. Епізоду присвоєно індекс оцінки 78.

### Сприйняття
Агрегатор Rotten Tomatoes на основі 13 відгуків критиків підрахував 62% схвалення з середнім балом в 6,33 з 10 можливих.
Наприкінці епізоду Грем обговорює свої кошмари з Доктором і пояснює, що стурбований тим, що його рак може повернутися. Проте Доктор натомість лише говорить, що вона занадто «соціально незручна», щоб запропонувати відповідь. Цю сцену ретельно обговорювали критики та фанати, оскільки вони вважали, що  відторгнення від таких проблем не характерно персонажеві Доктора, а також не відповідає минулим ситуаціям із серіалу. На адресу BBC було надіслано чимало скарг, тому вони висловили свою відповідь: «[ця сцена] ніколи не задумувалася зневажливою. Друг Доктора злякався і ми бачимо, як вона намагається вирішити важкість ситуації», також «Наміром сцени було показання, як важко впоратися з розмовами з цього приводу. Люди не завжди добирають правильних слів у потрібний час і це часто може призвести до почуття провини. Показавши Доктора, яка намагається знайти ці потрібні слова, наміром було співчувати всім, хто, можливо, опинився в подібній позиції».

## Цікаві факти
- Це перший епізод за всю історію телесеріалу, в назві якого міститься знак питання.
- У розмові з Доктором Зеллін згадує інших безсмертних істот, на кшталт Небесного іграшкового майстра (з однойменної серії періоду Першого Доктора), Вартових (з кількох серій періоду Четвертого і П'ятого Доктора) та Вічних (з Просвітлення теж за участю П'ятого).[17]
- Епізод продовжує сюжетну арку про таємничу Позачасову дитину. На цей раз вона фігурує у кошмарі Доктора.
- У сні Раяна фігурують дреги — істоти з епізоду «Сирота 55», які є мутованими людьми із можливого майбутнього Землі.
- Коли Доктора замкнули у наручниках, вона задля порятунку дістає звукову викрутку притягуванням до руки. Це посилання на епізод «Глибокий вдих», де Клара Освальд і Дванадцятий Доктор намагалися дістати прилад, а Клара запропонувала додати можливість її притягування, щоб було легше в подібних ситуаціях.